# ديميتريوس مافرويديس
ديميتريوس مافرويديس (باليونانية: Δημήτρης Μαυροειδής)‏ مواليد 4 يوليو 1985 في ماروسي، أثينا، اليونان، هو لاعب كرة سلة يوناني. بدأ مسيرته الاحترافية في سنة 2002. يحمل الرقم 22. يبلغ طوله 6 قدم 11.5 بوصة (2.1 م). حقق المركز الثاني في كرة السلة في ألعاب البحر الأبيض المتوسط 2009.

## المسيرة الاحترافية
لعب مع نادي بانيونيس لكرة السلة من سنة 2005 إلى 2007، ثم لعب مع بلباو باسكت في الدوري الإسباني من سنة 2010 إلى 2012، ثم لعب مع نادي أولمبياكوس لكرة السلة في موسم 2012–2013، ثم لعب مع نادي إيه إي كي لكرة السلة في سنة 2015.

## الإنجازات
- الدوري الأوروبي لكرة السلة : (2012–13)
- كرة السلة في ألعاب البحر الأبيض المتوسط 2009:  فضية

## روابط خارجية
- ديميتريوس مافرويديس على موقع الاتحاد الدولي لكرة السلة (الإنجليزية)
- ديميتريوس مافرويديس على موقع الدوري الأوروبي لكرة السلة (الإنجليزية)
- ديميتريوس مافرويديس على موقع الدوري الإسباني لكرة السلة (الإسبانية)
- ديميتريوس مافرويديس على موقع كرة السلة الأوروبية.كوم (الإنجليزية)
- ديميتريوس مافرويديس على موقع DraftExpress.com (الإنجليزية)
- ديميتريوس مافرويديس على موقع ريلجم (الإنجليزية)
- ديميتريوس مافرويديس على موقع بروبوليرز (الإنجليزية)
- ديميتريوس مافرويديس على موقع سبورتس رفرنس (الإنجليزية)